# ヘーゲル学派
ヘーゲル学派（ヘーゲルがくは、独: Hegelianer, 英: Hegelian）とは、狭義には、1830年代を中心に、ドイツ観念論の哲学者ヘーゲルに直接師事あるいは多大に影響され、彼の哲学の流れを汲んで、哲学を展開した人々のことである。
当時はおおよそ70人もの学者が名を連ねていた。
広義には、ヘーゲル哲学に何らかの形で影響あるいは研究をした人のことで、前述の第一次のグループの他、19世紀後半の第二次、20世紀前半の第三次(新ヘーゲル主義)、そして第二次世界大戦後から現在にいたる第四次のグループである。
また、派閥にこだわらず、ヘーゲル哲学を専門にしている人も含まれることもある。
英語圏の学者の場合は、英語読みのヘーゲリアンと呼ばれることもある。
ただ、通常はヘーゲル学派と称した場合、1830年代に登場した第一次のものを指す（本項では、これを扱う）。
なお、学派というが、実態は現在の学会のような体系的なものではなく、グループ的な交流を交わしていたものであった。

## ヘーゲル学派の誕生
ヘーゲルの死後、1835年にヘーゲル学派の神学者ダーフィト・シュトラウスによって書かれた「イエスの生涯」の見解によって、ヘーゲル学派が分裂した（この辺の事情は青年ヘーゲル派の項などを参照されたい）。
シュトラウスによって、『イエスの生涯』のようにキリスト教の解釈を認めるのが左派（青年ヘーゲル派）、部分的に認めるのが中央派、否定するのが右派（老ヘーゲル派）と区分した。
この時期、ヘーゲル学派に属していた学者は、70人以上にも及んだ。なお、派閥の区分は必ずしも厳密ものではなく、派内でもさまざまな意見が聞かれたものであった。
その後、主導的になったのは、青年ヘーゲル派であり、若きマルクスもここに名を連ねていた。
その後右派は、忠実にヘーゲルの著作の刊行、学説の解説などに努めたが、「死せる犬」となりつつあるヘーゲルの哲学に固執し、政治的にも時代の波に乗り遅れてしまった。
また中央派はその後、ヘーゲルの考えに則って、哲学史の編纂に従事した。
このように分裂後、様々な道を歩み始めたが、右派、中央派は、その後脈々ヘーゲルの哲学の伝承に努め19世紀後半の第二グループに受け継いだ。
左派は政治的・歴史的なあり方をめぐって、早々と派としての統一性を失い、1840年代半ばには消滅していった。
より正確に言えばその後さまざまな学者によって、発展的に解消されたという表現をするべきであろう。

## ヘーゲル学派の主なメンバー
- ヘーゲル主義者の一覧を参照。